# Nomeroff Net
Nomeroff Net є бібліотекою автоматичного визначення і розпізнавання автомобільних номерів, яка написана на мові програмування Python з використанням бібліотеки для детекції об'єктів на архітектурі YOLOv8. Ця програма поширюється за відкритою ліцензією GNU General Public License v3.

## Історія
Nomeroff Net була створена українськими програмістами Олегом Чернієм та Дмитром Пробачаєм наприкінці 2018 року у відділі ML&AI компанії AUTO.RIA.
Поштовхом для розробки слугувала новина про те, що в "Єдиному державному вебпорталі відкритих даних" у розділі "Відомості про транспортні засоби та їх власників" почали на постійній основі оновлюватись відомості про реєстрацію транспортних засобів. В цих даних міститься інформація про номерний знак, марку, модель, колір, об'єм двигуна та інші характеристики автомобіля.
При завантаженні користувачами фотографій на AUTO.RIA бібліотека Nomeroff Net автоматично визначає номер автомобіля, що дає змогу сервісам сайту робити додаткові перевірки за даними реєстру.
Після того, як розробникам вдалося отримати високу якість розпізнавання (97% для українських номерів, 94% для Європейських номерів та 96% для номерів РФ), код був опублікований на GitHub під відкритою ліцензією GNU GPL v3.
Проект декілька разів докорінно змінював внутрішню архітектуру для покращення показників швидкості та точності знаходження номерного знаку на зображенні.
Зараз проект знаходиться в стадії активної розробки.
На базі відкритого коду Nomeroff Net був створений web-сервіс, який дає змогу стороннім розробникам за допомогою API звертатись до системи розпізнавання номерних знаків без встановлення та налаштування спеціалізованого аппаратного та програмного забезпечення на стороні клієнта.

## Програмне забезпечення
Бібліотека Nomeroff Net написана на мові програмування Python v3 і об'єднує в собі дві сучасні архітектури: YOLOv8, яка відповідає за визначення зони на зображенні, де знаходиться номерний знак, та спеціалізованої OCR, яка побудована на різновиді рекурентної нейронної мережі з GRU-шарами.
Nomeroff Net містить натреновані моделі номерів України, Росії, Білорусі, Молдови, Грузії, Вірменії, Азербайджану, Казахстану, Киргизстану та 27 країн Європейського Союзу (цей перелік постійно розширюється). Для того, щоб кожен міг підвищити якість розпізнавання, а також створити власні набори даних і власні моделі для інших країн, AUTO.RIA опублікувала всі набори даних, які були використані для створення моделей.

## Виноски
1. 1 2  Ultralytics YOLOv8.
2. ↑  Відомості про транспортні засоби та їх власників.
3. ↑  API системи розпізнавання номерних знаків Nomeroff Net Professional.
4. ↑  Розпізнавання номерів. Практичний посібник. Частина 1. Habrahabr.
5. ↑  Архітектура системи оптичного розпізнавання символів Nomeroff Net.
6. ↑  Розпізнавання номерів. Як ми отримали 97% точності для українських номерів. Частина 2. Habrahabr (кг) .